# Base aérienne 251 Étampes-Mondésir
Pour les articles homonymes, voir Mondésir.
La base aérienne 251 Étampes-Mondésir est une ancienne base utilisée par l'Armée de l'air jusqu'en 1967. Le terrain, aujourd'hui géré par Aéroports de Paris (ADP) est situé en bordure de la RN20 à huit kilomètres au sud d'Étampes dans le département de l'Essonne.

## Historique

### Avant-guerre
Le terrain d’Étampes-Mondésir, créé en 1909, est l'un des plus anciens de France.
Le 13 juillet 1909, l'aviateur Louis Blériot réalise un vol local.
Une école militaire de pilotage s'y ouvre le 28 mars 1910 par les frères Farman, puis par Louis Blériot en juin de la même année et enfin par Tellier.
Maire d'Étampes de 1912 à 1929, Marcel Bouilloux-Lafont pousse au développement des activités aériennes.

### Première Guerre mondiale
En 1914, l'école d'aviation militaire commence ses activités. Pendant la Première Guerre mondiale près de 2 000 pilotes y seront formés pour l'armée française. Ce fut alors l'une des plus importantes écoles d'aviation militaire, avec celles situées sur les bases proches des villes de Chartres (base aérienne 122 Chartres-Champhol), d'Istres, de Châteauroux ou encore, d'Avord,.

### L'Entre-deux-guerres
Dans les années 1920, le camp d'aviation est très actif.
Le 5 février 1925, les lieutenants Arrachard et Lemaitre décollent du terrain d’Étampes à bord de leur Breguet 19GR pour un vol de 3 166 km vers Dakar, avec une seule escale à Villa Cisneros en Espagne.
Deux records seront établis sur le terrain lorsque le 9 août de la même année, Maurice Droukin et Jules Landry réalisent le plus long vol ininterrompu et la plus longue distance parcourue en circuit fermé en parcourant 4 400 kilomètres au-dessus d’Étampes en 40 heures 12 minutes et 12 secondes à bord d'un Farman Goliath.
L'École de perfectionnement au pilotage de l'armée de l'air est ouverte sur le terrain d’Étampes-Mondésir en 1930. Dès septembre 1929, le chef de bataillon Raoul Augereau en est le directeur (il le reste jusqu'en juin 1934). En 1931, le capitaine Édouard Amouroux et les adjudant-chefs Dumas et Carlier y fondent une patrouille acrobatique sur Morane-Saulnier MS.230 qui sera baptisée Patrouille d'Étampes et est l'ancêtre de la Patrouille de France.
La Patrouille d'Étampes rejoint la base de Salon-de-Provence en 1937, et devient la Patrouille de l'École de l'air.

### Seconde Guerre mondiale
La 1re Escadre de Chasse sera basée sur le terrain de Mondésir du 29 octobre 1936 au 15 avril 1939. Composée de trois groupes (GC.I/1 avec les escadrilles SPA31 et SPA48, GC.II/1 avec les SPA94 et SPA62 et GC.III/1 avec les escadrilles VB135 et RXI239) la 1re Escadre vole sur Dewoitine D510 puis sur Bloch MB.152 à partir de juillet 1939.
Le GC I/1 dirigé par le commandant Pallier rejoint, à la déclaration de guerre, le terrain de campagne de Chantilly-Gouvieux « Les aigles » dans l'Oise. Ce terrain, piste d'entrainement pour les chevaux, de forme triangulaire et ceinturé d'arbres , offrait un masque naturel végétal rare pour les avions et les installations de vie du groupe, jusqu'au 6 juin 1940. « Les aigles » hébergera également, l'état-major du groupement aérien no 21 chargé de la défense de Paris et dirigé par le général Armand Pinsard.
Le terrain d’Étampes-Mondésir sera utilisé par différentes unités de la Luftwaffe de 1940 à 1944, dont les II/KG-51 et III/KG-51 sur Ju-88|A en août 1940. Également, des chasseurs italiens Reggiane Re.2002 Ariete II de Schlachtgruppen de la Luftwaffe seront utilisés à partir d’Étampes contre les résistants français.
Cible des bombardiers de la 8th Air Force, une fois libéré par les Alliés, le terrain sera utilisé comme base de transport par l'USAAF sous la désignation A-52 du 30 août 1944 au 25 septembre 1944.

### Après-guerre

#### La Patrouille de Tours
En 1946, la Patrouille de Tours est formée à l’école des moniteurs de Tours par le capitaine Perrier, un ancien pilote de la Patrouille d’Étampes. Cette patrouille s'installe à Étampes en 1947. Elle est alors officiellement baptisée Escadrille de Présentation de l’Armée de l’Air. Avec 12 Stampe SV4, elle a pour mission de représenter l’armée de l’air dans les manifestations aéronautiques nationales et internationales. Cette patrouille participera aux meeting aériens jusqu’en 1953.

#### La Compagnie des Équipements et d’Installation des Télécommunications
Le 1er Avril 1946 la Compagnie des Équipements et d’Installation des Télécommunications (CEIT) est créée sur la Base aérienne 110 Étampes-Mondésir. Sa mission est alors l’équipement des appareils en moyens radio et la remise en état des moyens de communications des bases aériennes. 
 

Elle y restera jusqu'à la fermeture de la base en 1967, elle changera de code mécanographique (passant CEIT 872 à CEIT 822) et prendra à son compte la gestion de la première École de RadioTélégraphe et ira jusqu'à prendre le commandement de la base aérienne 110 renumérotée Base aérienne 251 Étampes-Mondésir.

À la fermeture de la Base aérienne 251 Étampes-Mondésir, elle déménagera vers la BA 123 d'Orléans-Bricy où elle sera renommée Groupement d’Équipement et d’Installation des Télécommunications 822 (GEIT) puis Groupe de Télécommunication 10.800 (GT)  abandonnant peu à peu ses missions premières pour se tourner vers les déploiements SIC.

Ce dernier sera lui aussi dissous en 2013,son personnel, matériel et ses missions sont repris par l’ESIT 13.805 (Base Aérienne 105 d'Evreux) puis par Escadron des Systèmes d'Information Tactiques 13.550

## Utilisation actuelle
En 1988, une partie du terrain est acquise par Aéroports de Paris qui en modernise les infrastructures. Une quinzaine d'associations y sont aujourd'hui basées.

### Gendarmerie
Une partie de la base aérienne est utilisée par la gendarmerie, notamment le GIGN, où un village a été reconstitué pour des entraînements.